# Metopochetus micidus
Metopochetus micidus är en tvåvingeart som beskrevs av Mcalpine 1998. Metopochetus micidus ingår i släktet Metopochetus och familjen skridflugor. Inga underarter finns listade i Catalogue of Life.